# Маргарита Савойская (1420—1479)
Маргарита Савойская (1420[…], Морж, Во — 30 сентября 1479, Штутгарт, Герцогство Вюртемберг) — дочь Амадея VIII Савойского и Марии Бургундской.

## Первый брак
Маргарита вышла замуж за Людовика III, герцога Анжуйского и титулярного короля Неаполя. Он был сыном Людовика II Анжуйского и Иоланды Арагонской. Их первый брачный контракт датирован 31 марта 1431 года. После брака она стала герцогиней Анжуйской.
Брак был бездетным. Людовик III умер в 1434 году.

## Второй брак
В 1445 году Маргарита во второй раз вышла замуж. Её супругом стал Людвиг IV, курфюрст Пфальца. Он был сыном Людвига III, курфюрста Пфальца, и его второй жены Матильды Савойской. Благодаря этому союзу Маргарита стала курфюрстиной Пфальца. Их брак продлился всего четыре года до того как Людвиг умер 13 августа 1449 года. У них был один сын, который наследовал отцу:
- Филипп, курфюрст Пфальца (14 июля 1448 — 28 февраля 1508)

## Третий брак
В третий раз она вышла замуж за Ульриха V, графа Вюртембергского, в Штутгарте 11 ноября 1453 года. Для обоих это был третий и последний брак. Благодаря этому союзу она стала именоваться графиней Вюртембергской. В браке родились три дочери:
- Маргарита (ок. 1454[6] — 21 апреля 1470), с 23 апреля 1469 года супруга графа Филиппа I фон Эпштайн-Кенигштайн
- Филиппа (ок. 1456[6] — 4 июня 1475), с 22 апреля/4 июня 1470 года супруга графа Якоба II фон Хорн
- Елена (ок. 1460[6] — 19 февраля 1506), с 26 февраля 1476 года супруга Крафта VI, графа Гогенлоэ-Нойенштайн